# Конка (река, впадает в Адриатическое море)
Конка (итал. Conca) — река в регионах Марке и Эмилия-Романья в Италии. Её исток — гора Карпенья, которая находится в части Монтефельтро провинции Пезаро-э-Урбино. Река течёт на северо-восток около Мачерата-Фельтрия и Меркатино-Конка, прежде чем пересечь границу с провинцией Римини. Затем река протекает мимо Морчано-ди-Романья, прежде чем впасть в Адриатическое море к юго-востоку от Мизано-Адриатико и к северо-западу от Каттолики. Длина реки — 47 км.

## История
Исторически долина, образованная Конкой, была буферной зоной между регионами Романья и Марке.
Известная как лат. Crustumium rapax, река формировала границу между августовскими подразделениями Регион VIII Эмилия и Регион VI Умбрия. В последующие века долина часто оспаривалась византийцами, готами и лангобардами, затем Папской областью и различными империями, контролировавшими Романью, а в последнее время — территориальными изменениями между провинцией Римини и провинцией Пезаро-э-Урбино.
Во время Второй мировой войны британцы и их союзники разгромили немцев в битве у Конки. Конка была частью немецкой обороны, известной как Готская линия. Эта битва состоялась в 1944 году и была известна как операция «Олива».